# Collegiate Water Polo Association
El Collegiate Water Polo Association es una conferencia de la División I de la NCAA creada específicamente para la competición de waterpolo universitario en los Estados Unidos. 

## Universidades que compiten en el CWPA

### Equipos masculinos
| Institución                            | Localización                                      | Tipo    |
| -------------------------------------- | ------------------------------------------------- | ------- |
| Universidad Brown                      | Providence, Rhode Island                          | Privada |
| Universidad Bucknell                   | Lewisburg, Pensilvania                            | Privada |
| Connecticut College                    | Connecticut                                       | Privada |
| Universidad de Fordham                 | Bronx, Nueva York                                 | Privada |
| Universidad Gannon                     |                                                   |         |
| Universidad George Washington          | Washington D. C.                                  | Privada |
| Universidad de Harvard                 | Cambridge, Massachusetts                          | Privada |
| Iona College                           | New Rochelle, Nueva York                          | Privada |
| Universidad Johns Hopkins              | Baltimore, Maryland                               | Privada |
| Instituto Tecnológico de Massachusetts | Cambridge, Massachusetts                          | Privada |
| Mercyhurst College                     |                                                   | Privada |
| Penn State - Behrend College           | Penn State Erie, The Behrend College, Pensilvania | Privada |
| Universidad de Princeton               | Princeton, Nueva Jersey                           | Privada |
| Queens College                         | Queens, Nueva York                                | Privada |
| St. Francis College                    | Brooklyn, Nueva York                              | Privada |
| Universidad Internacional de Salem     |                                                   |         |
| Academia Naval de los Estados Unidos   | Annapolis, Maryland                               | Militar |
| Washington & Jefferson College         |                                                   | Privada |

### Equipos femeninos
| Institución                        | Localización                                      | Tipo    |
| ---------------------------------- | ------------------------------------------------- | ------- |
| Universidad Brown                  | Providence, Rhode Island                          | Privada |
| Universidad Bucknell               | Lewisburg, Pensilvania                            | Privada |
| Universidad Chatham                |                                                   |         |
| Connecticut College                | Connecticut                                       | Privada |
| Universidad Gannon                 |                                                   |         |
| Universidad George Washington      | Washington D. C.                                  | Privada |
| Grove City College                 |                                                   | Privada |
| Hartwick College                   |                                                   | Privada |
| Universidad de Harvard             | Cambridge, Massachusetts                          | Privada |
| Universidad de Indiana Bloomington | Bloomington, Indiana                              | Pública |
| Universidad de Maryland            | College Park, Maryland                            | Pública |
| Mercyhurst College                 |                                                   | Privada |
| Universidad de Míchigan            | Ann Arbor, Míchigan                               | Pública |
| Penn State - Behrend College       | Penn State Erie, The Behrend College, Pensilvania | Privada |
| Universidad de Princeton           | Princeton, Nueva Jersey                           | Privada |
| Universidad Internacional de Salem |                                                   |         |
| Utica College                      |                                                   | Privada |
| Washington & Jefferson College     |                                                   | Privada |

## Clubes universitarios que compiten en el CWPA

### Equipos Masculinos

#### División del Atlántico
| Institución                                             | Localización                    | Tipo    |
| ------------------------------------------------------- | ------------------------------- | ------- |
| Universidad de Georgetown                               | Washington D. C.                | Privada |
| Universidad James Madison                               | Harrisburg, Virginia            | Pública |
| Universidad Loyola Maryland                             | Maryland                        |         |
| Universidad de Maryland                                 | College Park, Maryland          | Pública |
| St. Mary's College of Maryland                          | Maryland                        | Privada |
| Universidad de Virginia                                 | Charlottesville, Virginia       | Pública |
| Universidad Duke                                        | Durham, Carolina del Norte      | Privada |
| Universidad de Carolina del Norte en Chapel Hill        | Chapel Hill, Carolina del Norte | Pública |
| Universidad Estatal de Carolina del Norte               | Raleigh, Carolina del Norte     | Pública |
| Universidad de Richmond                                 | Richmond, Virginia              | Privada |
| Instituto Politécnico y Universidad Estatal de Virginia | Blacksburg, Virginia            | Pública |

#### División de Florida
| Institución                          | Localización          | Tipo    |
| ------------------------------------ | --------------------- | ------- |
| Universidad de Florida Central       | Orlando, Florida      | Pública |
| Universidad de Florida               | Gainesville, Florida  | Pública |
| Universidad Internacional de Florida | Miami, Florida        | Pública |
| Universidad Estatal de Florida       | Tallahassee, Florida  | Pública |
| Universidad de Miami                 | Coral Gables, Florida | Privada |

#### División de los Grandes Lagos
| Institución                      | Localización        | Tipo    |
| -------------------------------- | ------------------- | ------- |
| Universidad Estatal Ball         | Muncie, Indiana     | Pública |
| Universidad de Chicago           | Chicago, Illinois   | Privada |
| Universidad de Dayton            | Dayton, Ohio        | Privada |
| Universidad Estatal Grand Valley |                     |         |
| Universidad de Notre Dame        | Notre Dame, Indiana | Privada |
| Universidad de Ohio              | Athens, Ohio        | Pública |
| Universidad de Illinois, Chicago | Chicago, Illinois   |         |

#### División de los Diez Grandes
| Institución                        | Localización            | Tipo    |
| ---------------------------------- | ----------------------- | ------- |
| Universidad de Iowa                | Iowa City, Iowa         | Pública |
| Universidad de Wisconsin-Madison   | Madison, Wisconsin      | Pública |
| Universidad Estatal de Míchigan    | East Lansing, Míchigan  | Pública |
| Universidad de Míchigan            | Ann Arbor, Míchigan     | Pública |
| Universidad Purdue                 | West Lafayette, Indiana | Pública |
| Universidad de Minnesota           | Mineápolis, Minnesota   | Pública |
| Universidad de Indiana Bloomington | Bloomington, Indiana    | Pública |
| Universidad de Minnesota-Duluth    | Minnesota               |         |

#### División de las Grandes Planisies
| Institución                   | Localización          | Tipo    |
| ----------------------------- | --------------------- | ------- |
| Universidad Estatal de Iowa   | Ames, Iowa            | Pública |
| Universidad de Minnesota      | Mineápolis, Minnesota | Pública |
| Universidad Marquette         | Milwaukee, Wisconsin  | Privada |
| Universidad Estatal de Kansas | Manhattan, Kansas     | Pública |

#### División de Heartland
| Institución                           | Localización          | Tipo    |
| ------------------------------------- | --------------------- | ------- |
| Augustana College                     |                       | Privada |
| Carleton College                      | Northfield, Minnesota | Privada |
| Grinnell College                      |                       | Privada |
| Knox College                          |                       | Privada |
| Macalester College                    | Saint Paul, Minnesota | Privada |
| Universidad de Monmouth               |                       | Privada |
| Universidad de San Juan               | Queens, Nueva York    | Privada |
| Universidad de Minnesota Saint Mary's | Minnesota             |         |

#### División del Medio Atlántico
| Institución                        | Localización               | Tipo    |
| ---------------------------------- | -------------------------- | ------- |
| Universidad de Delaware            | Newark, Delaware           | Pública |
| Universidad Drexel                 | Filadelfia, Pensilvania    | Privada |
| Universidad de Lehigh              | Bethlehem, Pensilvania     | Privada |
| Universidad Millersville           |                            |         |
| Universidad de Pensilvania         | Filadelfia, Pensilvania    | Privada |
| Universidad Villanova              | Villanova, Pensilvania     | Privada |
| Universidad Bloomsburg             |                            |         |
| Universidad Carnegie Mellon        | Pittsburgh, Pensilvania    |         |
| Grove City College                 |                            | Privada |
| Universidad Estatal de Pensilvania | State College, Pensilvania | Pública |
| Universidad de Pittsburgh          | Pittsburgh, Pensilvania    | Pública |

#### División del Valle de Misuri
| Institución                        | Localización        | Tipo    |
| ---------------------------------- | ------------------- | ------- |
| Universidad Estatal de Illinois    | Chicago, Illinois   | Pública |
| Universidad del Oeste de Illinois  | Illinois            |         |
| Universidad del Norte de Illinois  | DeKalb, Illinois    | Pública |
| Universidad Lindenwood             |                     |         |
| Universidad Miami                  | Oxford, Ohio        | Pública |
| Universidad de Misuri              | Columbia, Misuri    | Pública |
| Universidad de San Luis            | San Luis, Misuri    | Privada |
| Universidad Washington en San Luis | San Luis, Misuri    | Privada |
| Universidad de Alabama             | Tuscaloosa, Alabama | Pública |

#### División de Nueva Inglaterra
| Institución                          | Localización                | Tipo    |
| ------------------------------------ | --------------------------- | ------- |
| Boston College                       | Boston, Massachusetts       | Privada |
| Universidad de Boston                | Boston, Massachusetts       | Privada |
| Dartmouth College                    | Hanover, Nuevo Hampshire    | Privada |
| Universidad de Massachusetts Amherst | Amherst, Massachusetts      | Pública |
| Middlebury College                   | Middlebury, Vermont         | Privada |
| Universidad Wesleyan                 | Middletown, Connecticut     | Privada |
| Williams College                     | Williamstown, Massachusetts | Privada |
| Universidad Yale                     | New Haven, Connecticut      | Privada |

#### División de Nueva York
| Institución                            | Localización           | Tipo    |
| -------------------------------------- | ---------------------- | ------- |
| Universidad Colgate                    | Hamilton, Nueva York   | Privada |
| Universidad de Columbia                | Nueva York, Nueva York | Privada |
| Universidad de Nueva York              | Nueva York, Nueva York | Privada |
| Academia Militar de los Estados Unidos | West Point, Nueva York | Militar |
| Instituto Politécnico Rensselaer       | Troy, Nueva York       | Privada |
| Universidad de Binghamton              | Binghamton, Nueva York | Pública |
| Universidad Cornell                    | Ithaca, Nueva York     | Privada |
| Universidad de Rochester               | Rochester, Nueva York  | Privada |
| Universidad de Siracusa                | Siracusa, Nueva York   | Privada |

#### División del Atlántico Norte
| Institución                                     | Localización                      | Tipo    |
| ----------------------------------------------- | --------------------------------- | ------- |
| Amherst College                                 | Amherst, Massachusetts            | Privada |
| Bates College                                   | Lewiston, Maine                   | Privada |
| Bowdoin College                                 | Brunswick, Maine                  | Privada |
| Colby College                                   |                                   | Privada |
| Trinity College                                 | Connecticut                       | Privada |
| Universidad Tufts                               | Somerville/Medford, Massachusetts | Privada |
| Academia de Guarda Costas de los Estados Unidos |                                   | Militar |
| Universidad de Vermont                          | Burlington, Vermont               | Pública |

#### División del Noroeste
| Institución                         | Localización        | Tipo    |
| ----------------------------------- | ------------------- | ------- |
| Universidad de Washington Central   | Washington          |         |
| Universidad de Oregón               | Eugene, Oregón      | Pública |
| Universidad Estatal de Oregón       | Corvallis, Oregón   | Pública |
| Universidad de Portland             | Portland, Oregón    | Privada |
| Universidad de Washington           | Seattle, Washington | Pública |
| Universidad del Oeste de Washington | Washington          |         |
| Universidad Estatal de Washington   | Pullman, Washington | Pública |

#### División de la Costa del Pacific
| Institución                                   | Localización                | Tipo    |
| --------------------------------------------- | --------------------------- | ------- |
| Universidad de California en Berkeley         | Berkeley, California        | Pública |
| Universidad de California en Davis            | Davis, California           | Pública |
| Universidad Estatal de California, Chico      | Chico, California           | Pública |
| Universidad Estatal de California, Fresno     | Fresno, California          | Pública |
| Universidad Estatal de San José               | San José, California        | Pública |
| Saint Mary's College of California            |                             | Privada |
| Universidad Stanford                          | Palo Alto, California       | Privada |
| Universidad Estatal Politécnica de California | San Luis Obispo, California | Pública |
| Universidad de California en Los Ángeles      | Los Ángeles, California     | Pública |
| Universidad de California en San Diego        | San Diego, California       | Púbica  |
| Universidad de California en Santa Bárbara    | Santa Bárbara, California   | Pública |
| Academia Marítima de California               |                             |         |
| Universidad de San Diego                      | San Diego, California       | Privada |
| Universidad Estatal de San Diego              | San Diego, California       | Pública |
| Universidad del Sur de California             | Los Ángeles, California     | Privada |

#### División de Rocky Mountain
| Institución                        | Localización           | Tipo    |
| ---------------------------------- | ---------------------- | ------- |
| Universidad Estatal de Colorado    | Fort Collins, Colorado | Pública |
| Colorado School of Mines           |                        |         |
| Universidad de Colorado en Boulder | Boulder, Colorado      | Pública |
| Universidad de Denver              | Denver, Colorado       | Privada |
| Universidad de Utah                | Salt Lake City, Utah   | Pública |
| Universidad Estatal de Utah        | Logan, Utah            | Pública |
| Universidad de Wyoming             | Laramie, Wyoming       | Pública |

#### División del Sureste
| Institución                        | Localización              | Tipo    |
| ---------------------------------- | ------------------------- | ------- |
| Universidad de Auburn              | Auburn, Alabama           | Pública |
| Universidad Clemson                | Clemson, Carolina del Sur | Pública |
| Universidad de Georgia             | Athens, Georgia           | Pública |
| Instituto de Tecnología de Georgia | Atlanta, Georgia          | Pública |
| Universidad de Tennessee           | Knoxville, Tennessee      | Pública |
| Universidad Vanderbilt             | Nashville, Tennessee      | Privada |

#### División del Suroeste
| Institución                    | Localización              | Tipo    |
| ------------------------------ | ------------------------- | ------- |
| Universidad Estatal de Arizona | Tempe, Arizona            | Pública |
| Universidad de Arizona         | Tucson, Arizona           | Pública |
| Universidad de Nuevo México    | Albuquerque, Nuevo México | Pública |

#### División de Texas
| Institución                             | Localización           | Tipo    |
| --------------------------------------- | ---------------------- | ------- |
| Universidad Baylor                      | Waco, Texas            | Privada |
| Universidad de Houston                  | Houston, Texas         | Pública |
| Universidad Rice                        | Houston, Texas         | Privada |
| Universidad de Texas A&M                | College Station, Texas | Pública |
| Universidad de Texas                    | Texas                  |         |
| Universidad Estatal de Texas-San Marcos | San Marcos, Texas      | Pública |
| Instituto Tecnológico de Texas          | Lubbock, Texas         | Pública |

### Equipos femeninos

#### División de Heartland
| Institución | Localización | Tipo |
| ----------- | ------------ | ---- |

- Carleton College
- Grinnell College
- Illinois State University
- Illinois Wesleyan University
- Iowa State University
- Knox College
- Lindenwood University

#### División del Medio Atlántico
| Institución | Localización | Tipo |
| ----------- | ------------ | ---- |

- University of Pennsylvania
- Penn State University
- University of Pittsburgh
- West Chester University
- Duke University
- James Madison University
- University of North Carolina
- University of Richmond
- University of Virginia
- Virginia Tech
- Carnegie Mellon

#### División del Medio Oeste
| Institución | Localización | Tipo |
| ----------- | ------------ | ---- |

- Grand Valley State University
- Miami University
- University of Notre Dame
- Ohio University
- Washington University

#### División de Nueva Inglaterra
| Institución | Localización | Tipo |
| ----------- | ------------ | ---- |

- Boston University
- Dartmouth College
- Middlebury College
- Williams College
- Yale University

#### División de Nueva York
| Institución | Localización | Tipo |
| ----------- | ------------ | ---- |

- Colgate University
- Columbia University
- Cornell University
- New York University
- Syracuse University

#### División de North Atlantic
| Institución | Localización | Tipo |
| ----------- | ------------ | ---- |

- Bates College
- Boston College
- Massachusetts Institute of Technology
- Wellesley College
- Wesleyan University

#### División de Northwest
| Institución | Localización | Tipo |
| ----------- | ------------ | ---- |

- University of Oregon
- Oregon State University
- University of Washington
- Western Oregon University
- Western Washington University

#### División de Pacific Coast
| Institución | Localización | Tipo |
| ----------- | ------------ | ---- |

- University of California, Irvine
- University of California, Los Angeles
- University of California, San Diego
- California Polytechnic State University
- Loyola Marymount University
- Pepperdine University
- San Diego State University
- University of Southern California

#### División de Sierra Pacific
| Institución | Localización | Tipo |
| ----------- | ------------ | ---- |

- University of California, Berkeley
- University of California, Davis
- California State University, Chico
- California Maritime Academy
- Fresno State University
- Saint Mary's College of California

#### Southeast Division
| Institución | Localización | Tipo |
| ----------- | ------------ | ---- |

- University of Central Florida
- Emory University
- University of Florida
- Florida International University
- Florida State University
- University of Georgia
- University of Miami

#### División de Southwest
| Institución | Localización | Tipo |
| ----------- | ------------ | ---- |

- University of Arizona
- University of Colorado
- Colorado State University
- University of New Mexico
- Northern Arizona University
- United States Air Force Academy
- University of Utah

#### División de Texas
| Institución | Localización | Tipo |
| ----------- | ------------ | ---- |

- Baylor University
- Rice University
- University of Texas, Austin
- Texas A&M University
- Texas State University
- Texas Tech University
- Trinity University